# Isolde Kostnerová
Isolde Kostnerová (* 20. března 1975, Bolzano) je bývalá italská reprezentantka v alpském lyžování, specialistka na sjezd a superobří slalom.
Pochází ze sportovní rodiny, její strýc Erwin Kostner byl italským reprezentantem v ledním hokeji a sestřenice Carolina Kostnerová se stala mistryní světa v krasobruslení. Vyrůstala v Ortisei a lyžovala již od tří let, v italské reprezentaci debutovala v roce 1992. V roce 1993 se stala juniorskou mistryní světa v superobřím slalomu. Na Zimních olympijských hrách 1994 získala bronzové medaile ve sjezdu a superobřím slalomu. Vyhrála superobří slalom na mistrovství světa v alpském lyžování v letech 1996 a 1997. Při startu na Zimních olympijských hrách 1998 dojela jedenáctá v superobřím slalomu a sjezd nedokončila. Na MS 2001 skončila v superobřím slalomu na druhém místě. Na Zimních olympijských hrách 2002 byla vlajkonoškou italské výpravy, ve sjezdu obsadila druhé místo za Francouzkou Carole Montilletovou a v superobřím slalomu skončila třináctá.
Vyhrála patnáct závodů Světového poháru v alpském lyžování (dvanáct ve sjezdu a tři v superobřím slalomu) a v letech 2001 a 2002 získala malý křišťálový glóbus za sjezd. Osmnáctkrát se stala lyžařskou mistryní Itálie.
Lyžařskou kariéru ukončila v roce 2006, když čekala první dítě. Vystoupila na závěrečném ceremoniálu Zimních olympijských her 2006 v Turíně. Provozuje rodinný horský hotel Soraiser ve Val Gardeně. Účinkovala také v televizní soutěži Notti su ghiaccio.